# Juana de Velasco
Juana de Velasco (-1687) fue una noble española conocida especialmente por ser nuera del conde-duque de Olivares, valido de Felipe IV.

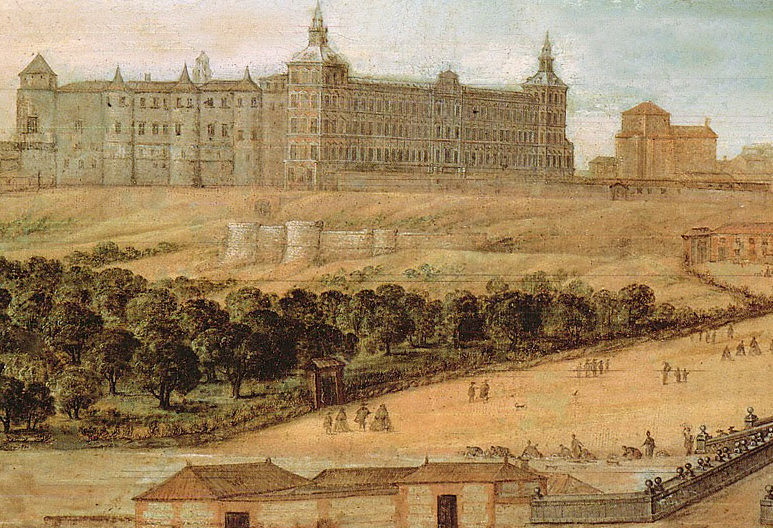
Vista del Alcázar de Madrid en cuya capilla contrajo matrimonio Juana en 1642, hacia mediados del.

## Biografía
Fue una de los hijos del matrimonio formado por Bernardino Fernández de Velasco, VI duque de Frías y condestable de Castilla; y su esposa Isabel María de Guzmán, hija de Gabriel Núñez de Guzmán, I marqués de Toral. Juana tuvo varios hermanos:
- Íñigo Melchor Fernández de Velasco, VII duque de Frías.
- Francisco Baltasar de Velasco (c.1637 - c.1690), V marqués de Berlanga, casado con  María Catalina de Carvajal Cobos Mendoza y Manrique, IV marquesa de Jódar, con descendencia.
- Andrea de Velasco (c.1640-1685), casada en primeras nupcias en 1651 con Manuel Enríquez de Almansa, X conde de Alba de Liste, con descendencia; y en segundas nupcias con Lorenzo de Cárdenas, XIII Conde de la Puebla del Maestre.

En 1642 se concertó su matrimonio con Enrique Felípez de Guzmán, hijo recién legitimado del Conde-duque Olivares. Las capitulaciones matrimoniales fueron firmadas el  21 de enero de 1642, celebrándose el matrimonio el 28 de marzo de 1642 en la capilla del Real Alcázar de Madrid. Fueron padrinos de la boda la reina Isabel de Borbón y el príncipe Baltasar Carlos. Juana fue nombrada dama de la reina Isabel tras su matrimonio. Además, desde el 10 de octubre de ese año le fue conferido el título de marqués de Mairena a su marido por lo que Juana sería desde entonces marquesa de Mairena.
Su suegro el conde-duque de Olivares cayó en desgracia en enero de 1643, pero en un primer momento conservaron sus cargos en la corte tanto Juana, como su marido que era gentilhombre de cámara del rey; y su suegra, Inés de Zúñiga que era camarera mayor de la reina. A principios de 1643 tuvieron que dejar sus cargos y pasaron a residir en Loeches, donde el Conde-duque había formado un convento palacio.
De su matrimonio con Enrique tuvo un hijo, Gaspar Felipe, que fallecería siendo niño en 1648.
Juana contraería segundas nupcias con Alonso Melchor Téllez-Girón y Pacheco, hijo del conde de la Puebla de Montalbán.  
A la muerte de este contraería un tercer y postrer matrimonio con Juan Enríquez de Borja, VII marqués de Alcañíces.